# أنطوان بيرك
أنطوان بيرك (بالإنجليزية: Antoine Burke)‏ هو منافس ألعاب قوى أيرلندي، ولد في 20 يوليو 1975.

## وصلات خارجية
- أنطوان بيرك على موقع الاتحاد الدولي لألعاب القوى (الإنجليزية)